# Battle at Big Rock
Pour plus de détails, voir Fiche technique et Distribution.
Battle at Big Rock est un court métrage américain réalisé par Colin Trevorrow, sorti en 2019.
Il fait partie de la série de films Jurassic Park. L'intrigue se situe un an après les événements de Jurassic World: Fallen Kingdom (2018). Il met en vedette André Holland, Natalie Martinez, Melody Hurd et Pierson Salvador dans les rôles principaux.
Il a été annoncé par Trevorrow lui-même, une semaine à l'avance, le 10 septembre 2019, en publiant un poster du court-métrage, via son compte Twitter et a été diffusé le 15 septembre 2019 sur la chaîne FX, avant d’être mis en ligne sur YouTube. Il a été diffusé en français le 18 février 2020 sur la chaîne du câble Altice Studio[réf. souhaitée].
En réalisant une partie de camping en camping-car dans un parc national aux États-Unis, une famille recomposée de cinq personnes se retrouve spectatrice d'une rencontre avec des dinosaures sauvages. Très vite, la partie de camping devient un combat pour leur survie.

## Synopsis
L'histoire commence par une courte série d’extraits radio relatant les événements qui vont suivre, notamment le fait que l’un des dinosaures est probablement le premier à naître sur le sol américain.
Un couple recomposé depuis 2 ans, Dennis et Mariana, font du camping avec leur trois enfants, Matteo, Kadasha et leur bébé, dans un parc national. Le soir, après avoir fait rôtir du poulet et brièvement parlé avec leur voisin de caravane, Greg, qui lui dit qu'il va y avoir une pluie de météorites qu'il compte regarder avant de rejoindre la famille, les enfants s’agitent parce Kadasha dit que son grand frère ne sait pas faire de la magie avec des cartes. Mariana et Dennis les calment en leur rappelant qu’ils forment tous une famille et que même si cela est nouveau, c’est un cadeau. Alors que Marina demande ensuite ce que tout le monde a fait durant la journée et que Kadasha leur apprend que Greg lui a appris à se servir de sa double arbalète, la famille remarque par la fenêtre qu’il n’y a plus personne à l’extérieur de la caravane. C’est alors que, sans les surprendre[pas clair], un Nasutoceratops apparaît et cherche la nourriture des campeurs. La famille garde son calme et Mariana leur rappelle ce que les rangers leur ont dit de faire au cas où ce genre de situation arriverait, en citant un accident arrivé précédemment, mais Kadasha leur dit qu'il s'agissait de carnivores et que celui qu’ils regardent est un herbivore.
C'est alors qu’apparaît un bébé Nasutoceratops devant eux, qui joue avec une lampe de poche, mais la scène est brutalement interrompue par l’arrivée d’un Allosaurus, qui s’attaque au bébé dinosaure. Cela suscite l’effroi de la famille, mais Dennis déclare, pour essayer de calmer tout le monde, que c'est conforme à la nature. Alors que l’Allosaurus et le Nasutoceratops adulte s’affrontent, leur combat entrouvre la porte de la caravane de la famille, que Dennis referme instantanément, puis, lorsque l’herbivore finit blessé et que le prédateur géant s’apprête à l’achever, un troisième Nasutoceratops, un mâle, apparaît et empêche l’Allosaurus de les attaquer, avant que les trois herbivores parviennent à s'en aller.
Le bébé de la famille se met alors à pleurer. Dennis et Mariana essayent vainement de le calmer, mais cela attire l’attention du carnivore, qui renverse la caravane. Lorsque la famille retrouve ses esprits, l’Allosaurus essaie de passer par l’une des vitres arrière et d’attraper le bébé, toujours accroché à son siège. Dennis et Mariana parviennent in extremis à extraire le bébé des sangles qui le retenaient, tandis que Mattéo fait sortir sa sœur Kadasha en éjectant une vitre, mais tout le reste de la famille est prise au piège. Dennis prend un bout de métal de la caravane pour se défendre contre l’Allosaurus et Mariana utilise un extincteur sur lui. Le dinosaure détruit alors le reste du véhicule et pousse un rugissement envers eux puis, au moment où il allait les attaquer, il reçoit deux carreaux sur la tête, ce qui le fait fuir. Dennis et Mariana s’agenouillent avant de voir que les carreaux ont été tirés par Kadasha grâce à l’arbalète dont elle a parlé un peu plus tôt. La famille s’enlace alors, tandis qu’autour d’eux les dégâts causés par l’affrontement annoncent les événements de Jurassic World : Le Monde d'après.
Le générique est entrecoupé de plusieurs extraits de vidéos amateurs :
- des Compsognathus poursuivant une jeune fille,
- un Stégosaurus causant un accident de voiture sur une autoroute,
- des pêcheurs regardant un Parasaurolophus en train de boire,
- le Mosasaurus dévorant un grand requin blanc qui venait d'attraper une otarie,
- un Pteranodon attrapant en plein vol une colombe relâchée par des jeunes mariés.

## Fiche technique
Sauf indication contraire, les informations mentionnées dans cette section peuvent être confirmées par les bases de données cinématographiques IMDb et Allociné,  présentes dans la section « Liens externes ».
- Titre original : Battle at Big Rock
- Réalisation : Colin Trevorrow
- Scénario : Emily Carmichael et Colin Trevorrow, d'après le roman Jurassic Park par Michael Crichton
- Musique : Amie Doherty
  - Orchestration : Ellie Cumming
- Direction artistique : Gary McGinty et Nenazoma McNamee
- Décors : Tom Conroy et Marion Picard
- Costumes : Eimer Ni Mhaoldomhnaigh
- Photographie : Larry Fong
- Son : Daniel Birch, Oliver Tarney, Oriol Tarragó, Mark Taylor
- Montage : Stephen M. Rickert Jr.
- Production : Patrick Crowley et Frank Marshall
  - Production déléguée : Emily Carmichael (non crédité), Chris Pratt et Colin Trevorrow
  - Production associée : Annys Hamilton
  - Production de finition : Leigh Myers
  - Coproduction : Macdara Kelleher
  - Coproduction déléguée : Stefan Sonnenfeld
- Sociétés de production : Amblin Entertainment, Universal Pictures et Universal Studios
- Sociétés de distribution : Universal Pictures (tous médias) ; FX Network (1re diffusion TV)
- Budget : n/a
- Pays de production :  États-Unis
- Langue originale : anglais
- Format : couleur - 2,00:1 (Panavision) - son DTS (DTS: X) / Dolby Atmos
- Genre : action, aventure, science-fiction, épouvante-horreur, thriller
- Durée : 8 minutes (première diffusion sans générique) puis 10 minutes
- Dates de sortie[3] :
  - États-Unis : 15 septembre 2019 (première diffusion sur FX)[2]
- Classification :
  - États-Unis : non classifié (Unrated)

## Distribution
Sauf indication contraire, les informations mentionnées dans cette section peuvent être confirmées par la base de données cinématographiques IMDb,  présente dans la section « Liens externes ».
- André Holland : Dennis, le mari
- Natalie Martinez : Mariana, la mère
- Melody Hurd : Kadasha
- Pierson Salvador : Mateo
- Chris Finlayson : Greg, le voisin
- Noah Cole et Ethan Cole : le bébé

## Production

### Genèse et développement
Fin mai 2019, deux jouets d'une prochaine nouvelle gamme de jouets, réalisée par Mattel et nommée "Dino Rival" (ou Dual Attack), représentant un Nasutoceratops et un Allosaure, avec un design nouveau, portaient sur leur emballage respectif la mention suivante : « Comme on le voit dans 'Battle at Big Rock' », mention non présente sur les autres jouets de la gamme. Très vite, les fans ont vite suggéré qu'il s'agissait d'indices sur un possible court-métrage, en prise de vues réelles ou animée, qui devait sortir durant l'année 2019, mettant en scène les deux espèces, probablement dans un combat, sur le continent, qui pouvait s'inscrire dans la canonicité de la saga de film, en tant que demi-suite direct à la fin du cinquième film. Si l'Allosaurus était une espèce désormais bien intégrée à l'univers, le nouveau design différent de celui vu dans le film de 2018 ayant été suggéré comme étant une forme adulte de l'animal (ceux vus dans le cinquième film ayant été officiellement reconnus comme des juvéniles) et la survie de quelques-uns d'entre eux à la fin du cinquième film étant officielle, le Nasutoceratops, lui, était encore nouveau et restait un mystère même sur sa présence. Certaines rumeurs mentionnaient aussi une révélation en direct jouée avant le film Fast and Furious: Hobbs and Shaw en 2019, mais cela ne se fit pas. Finalement, après plusieurs mois de suspense sans réponses, Colin Trevorrow affirma le projet lui-même sur Twitter, bel et bien en préparation et non abandonné. Lors de l'annonce de la date de sortie du court-métrage, des images du tournage ainsi qu'un poster furent révélés par le réalisateur lui-même. La photographie, est la même que celle utillisée sur le film précédent.
L'idée du court-métrage est formulée lorsque Universal Studios a demandé à Steven s'il était tenté par un éventuel court-métrage sur Jurassic World et ce dernier a accepté. Le secret sur le projet fut maintenu et aucune audition ou appel de casting n’a été de fait organisé. Le réalisateur fut aidé par un directeur de casting de sa connaissance pour mener une recherche secrète pour les enfants acteurs. Il a ainsi choisi André Holland (Castle Rock, Moonlight) et Natalie Martinez (Under The Dome) pour jouer les parents, pour l’admiration de leur rôle dans d’autres films ; Pierson Salvador (Gotham) fut choisi pour incarner le fils aîné de la famille. Le film marque les débuts d'acteur de Melody Hurd, qui incarne la fille de la famille. L'idée de l'intrigue où des campeurs rencontreraient des dinosaures vient de Colin Trevorrow qui déclarait que c'était une étape logique à suivre. De fait, l'histoire est restée la même durant tout le projet.

### Tournage
Le tournage a eu lieu en Irlande en janvier 2019. Le pays a été choisi car les séquoias du parc de Powerscourt à Enniskerry, au sud de Dublin, ressemblaient à ceux des parcs nationaux du nord de la Californie. Le tournage a eu lieu avec une petite équipe pendant 5 jours seulement, avec un budget beaucoup plus petit que les films complets de la franchise Jurassic Park. Le tournage s'est fait en partie en studio, avec Industrial Light & Magic qui a créé les dinosaures en images de synthèse, ainsi que des maquettes de référence. Un dinosaure animatronique a été utilisé lors du tournage, créé par John Rosengrant de Legacy Effects. Larry Fong fut choisi pour être le directeur de la photographie du film.
D'une durée de 8 minutes au moment lors de sa première diffusion, celle-ci est passée à 10 minutes avec le générique de fin, avec une version du thème principal de la franchise joué à la guitare. Aussi, à l'origine, le film durait moins de huit minutes et Trevorrow, après le tournage, a décidé d'ajouter des scènes représentant des dinosaures durant le générique. Parce qu'il ne pouvait pas filmer de nouvelles scènes, il a recherché des vidéos YouTube qui pourraient être intégrées dans le film et les droits de chacune de ces vidéos en ligne ont ensuite été achetés pour être réutilisés dans le court-métrage, puis les dinosaures ont été ensuite ajoutés numériquement dans les vidéos.[réf. nécessaire]

### Musique
Le film a été composé par Amie Doherty. Contactée en octobre 2018, elle et le réalisateur Colin Trevorrow se sont rencontrés en décembre 2018 et elle a été finalement choisie pour composer les musiques du court-métrage. Après la fin du tournage, le travail de Doherty a légèrement changé au cours des quatre mois qui suivirent, au fur et à mesure du montage. Elle a déclaré que la partition avait été resserrée pour s'adapter aux événements montrés dans le métrage. Le processus d'enregistrement musical a eu lieu aux studios Abbey Road, où un orchestre de 80 musiciens a enregistré sa partition en mai 2019, soit dès le début de la préproduction.

## Accueil

### Accueil critique
Le court métrage reçoit globalement des critiques favorables de la presse.
Stuart Heritage de The Guardian le décrit comme « de loin le meilleur de la Trilogie ». La critique de The Verge affirme notamment que « [le film] présente tout ce qu'un fan des deux Jurassic World" voudrait ». Charles Pulliam-Moore de io9 décrit le court métrage comme « solide ». Josh Millican de Dread Central le voit quant à lui comme « un délicieux petit régal ». Mike Reyes de CinemaBlend écrit notamment « un spectacle à voir mais pas indispensable ».

## Nomination
- Motion Picture Sound Editors Award 2020 : Meilleur montage des effets sonores, dialogues et doublages pour les médias de diffusion en direct de moins de 35 minutes pour Oliver Tarney, Oriol Tarragó, Michael Fentum, Gwendolyn Yates Whittle, Rachael Tate, Dawn Gough, Sue Harding, Andrea King et Hugo Adams.

## Espèces de dinosaures
Plusieurs espèces apparaissent dans ce court-métrage :
- L'un des deux dinosaures principaux du film est un Allosaure adulte, ceux de Jurassic World : Fallen Kingdom étant officiellement reconnus comme des juvéniles. C'est aussi la première fois qu'un théropode est montré avec les mains en supination plutôt qu'en pronation, une position correcte sur le plan paléontologique. Dans le film précédent, curieusement, elles étaient présentées en pronation.
- Des Nasutoceratops, deux adultes et un juvénile, font leur première apparition dans l'histoire de la franchise, faisant des Ceratopsidae la famille de dinosaure la plus représentée de la licence (trois espèces différentes en 6 films).
- Dans les scènes inter-générique, on retrouve des Compsognathus, un Stégosaure, un Parasaurolophus, un Mosasaure (celui des deux précédents films) et un Pteranodon, portant à 7 le nombre d'espèces de dinosaures représentées dans le court-métrage.
- A noter que pour la première fois, le T-Rex et le Vélociraptor, deux dinosaures incontournables de la licence, n'apparaissent pas à l'écran.